# Distrito electoral de Germanville (condado de Hayes, Nebraska)
Germanville (en inglés: Germanville Precinct) es un distrito electoral ubicado en el condado de Hayes en el estado estadounidense de Nebraska. En el Censo de 2010 tenía una población de 37 habitantes y una densidad poblacional de 0,42 personas por km².

## Geografía
Germanville se encuentra ubicado en las coordenadas 40°34′2″N 100°50′12″O / 40.56722, -100.83667. Según la Oficina del Censo de los Estados Unidos, Germanville tiene una superficie total de 88.66 km², que corresponden a tierra firme.

## Demografía
Según el censo de 2010, había 37 personas residiendo en Germanville. La densidad de población era de 0,42 hab./km². De los 37 habitantes, Germanville estaba compuesto por el 100% blancos.